# Otto Techow (Architekt)
Otto Techow (* 16. Januar 1848 in Brandenburg an der Havel; † 28. Juni 1919 in Berlin) war ein deutscher Architekt und preußischer Baubeamter. Techow entwarf unter anderem die Pläne mehrerer Wassertürme in Berlin.

## Leben
Techow studierte an der Berliner Bauakademie und war danach für die Stadt tätig. Er bestand im Juni 1878 die Baumeisterprüfung. Mit dem Titel Geheimer Baurat war er seit etwa 1900 als Baubeamter beim Oberpräsidium der Provinz Brandenburg tätig, dabei von 1908 bis 1918 in der Stellung eines Landesbaurats. Techow war zudem Mitglied der Baukommission des Teltowkanals.
1886 konzipierte er das Steglitzer Gymnasium und den Wasserturm auf dem Fichtenberg, dem mit 68 Metern höchsten Punkt von Berlin-Steglitz. Der imposante 40 Meter hohe Turm ist noch heute das Wahrzeichen des Berges. Gleich neben dem Wasserturm am Paul-Henckels-Platz hatte Techow zwei Jahre zuvor sein eigenes, auch heute noch unversehrtes Heim fertiggestellt, die Villa Anna, die er nach seiner Frau Anna Techow geb. von Maltitz benannt hatte. Der verspielte Backsteinbau mit seinen verwinkelten Türmchen ist dem benachbarten Wasserturm stilistisch ähnlich und erfuhr in den Jahren 2004/2005 eine grundlegende Innen-Renovierung.
Techow war Mitglied der Freimaurerloge Bruderbund am Fichtenberg und bis zu seinem Tod Nationalgroßmeister der Großen National-Mutterloge „Zu den drei Weltkugeln“. Er erbaute gemeinsam mit dem Architekten Georg Lübke 1893–1894 das Logenhaus in Berlin-Steglitz, Albrechtstraße 112a. Der zweigeschossige Klinkerbau besaß einen viereckigen Turm und wurde im Zweiten Weltkrieg komplett zerstört.
An ihn erinnern die Techowpromenade im Berliner Bezirk Reinickendorf und die Techowbrücke, die in Berlin-Tempelhof die Gersdorfstraße über den Teltowkanal führt.

## Bauten
- 1892: Weberschule Nowawes in Potsdam-Babelsberg, Wichgrafstraße 2 (unter Denkmalschutz)[5]
- 1893–1894: Logenhaus in Berlin-Steglitz, Albrechtstraße 112a
- 1895: Dorfkirche Hoppenrade im Havelland (unter Denkmalschutz)[6]
- 1895–1896: Viktoriastift in Dahme/Mark, Nordhag 18 (unter Denkmalschutz)[7]
- 1897–1899: Dorfkirche Mahlsdorf, Dahme-Spreewald (unter Denkmalschutz)[8]
- 1898–1899: Gebrüder-Heinrich-Stift in Luckenwalde, Lindenstraße 3 (unter Denkmalschutz)[9]
- 1904–1905: Pfarrhaus in Brandenburg an der Havel, Katharinenkirchplatz (unter Denkmalschutz)[10]
- 1907–1908: Logenhaus in Cottbus, Wilhelm-Külz-Straße 11 (unter Denkmalschutz)[11]
- 1911: Realgymnasium Nowawes in Potsdam, Kopernikusstraße 30 (unter Denkmalschutz)[12]

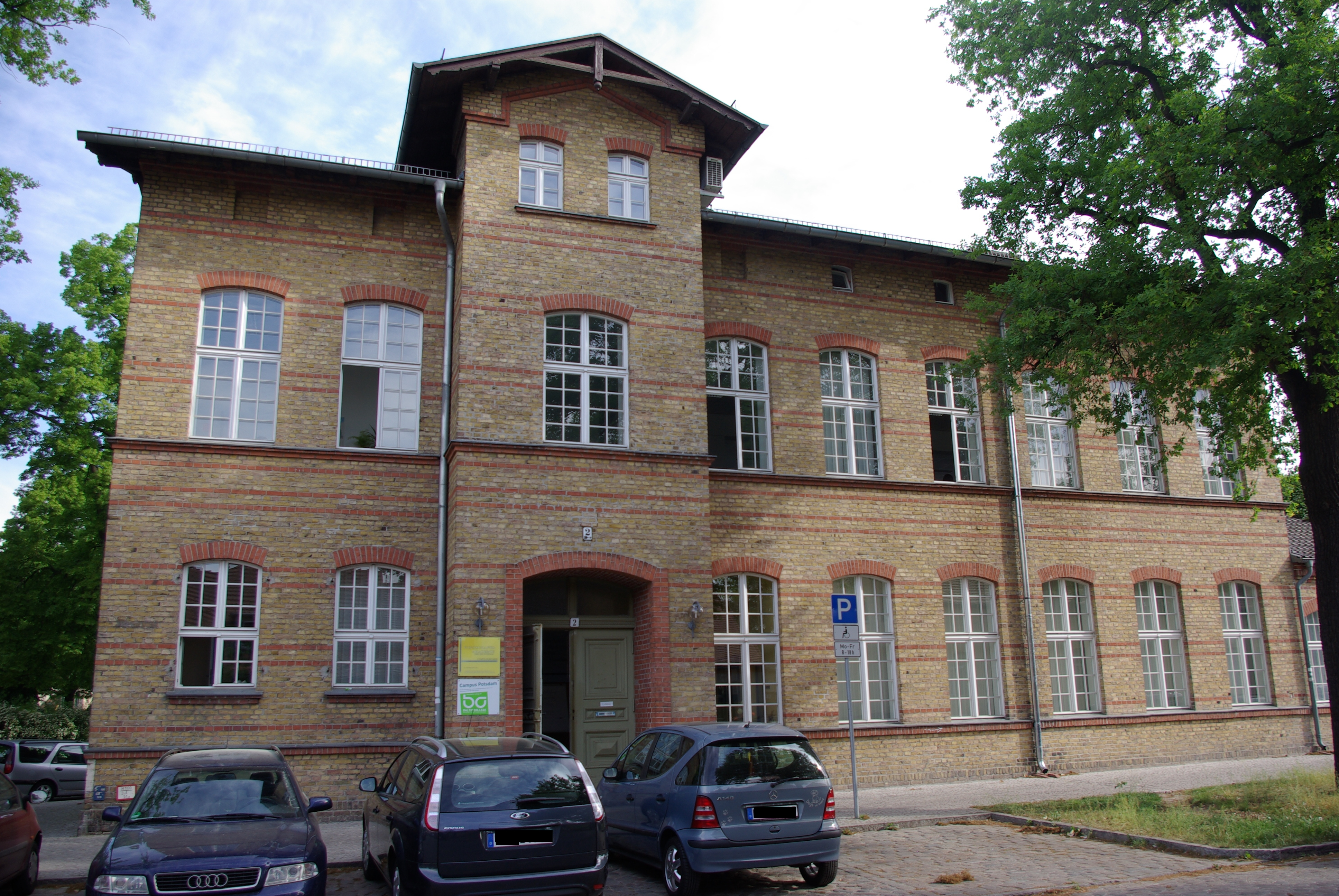
Weberschule Nowawes
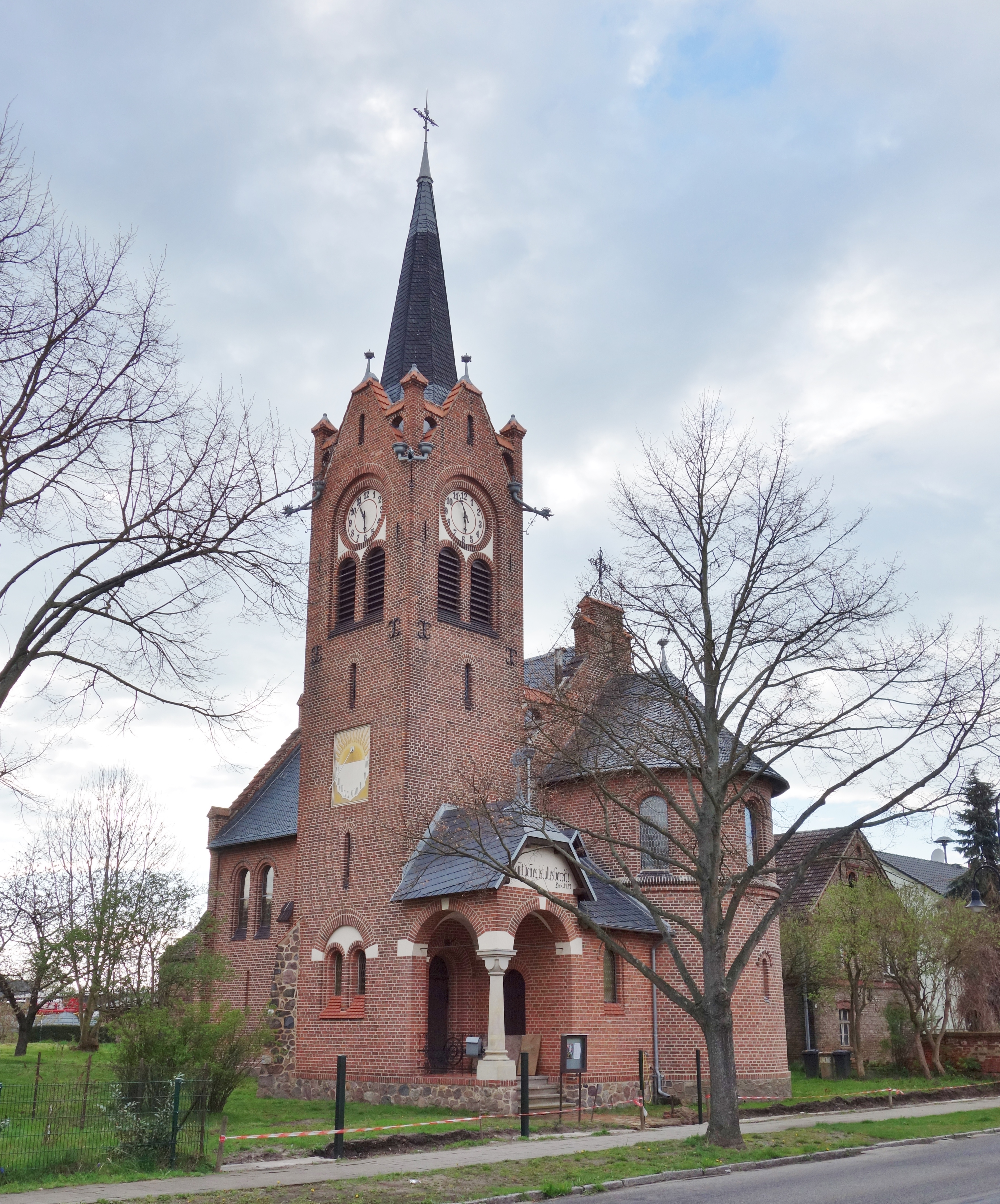
Dorfkirche Hoppenrade
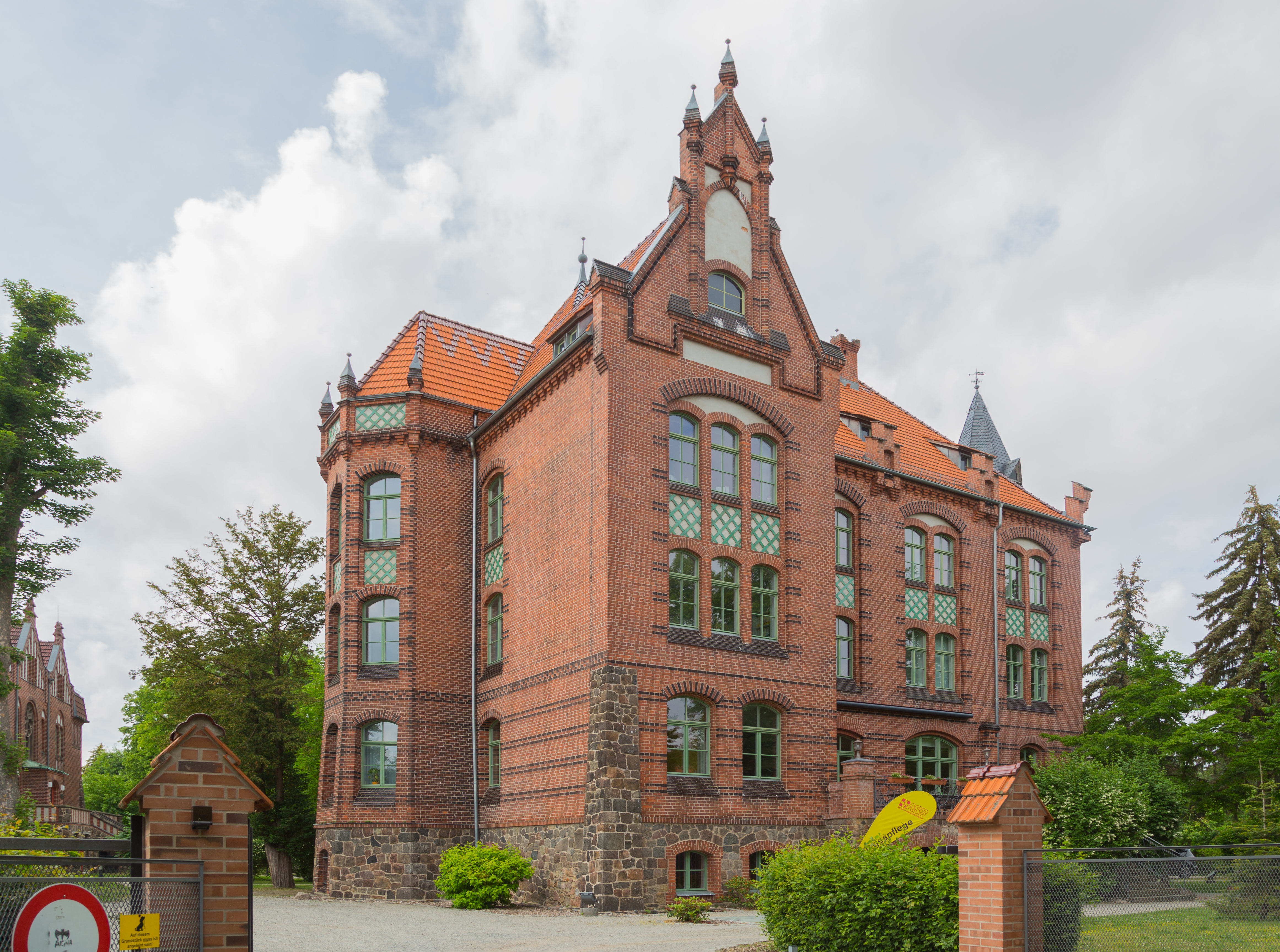
Viktoriastift in Dahme
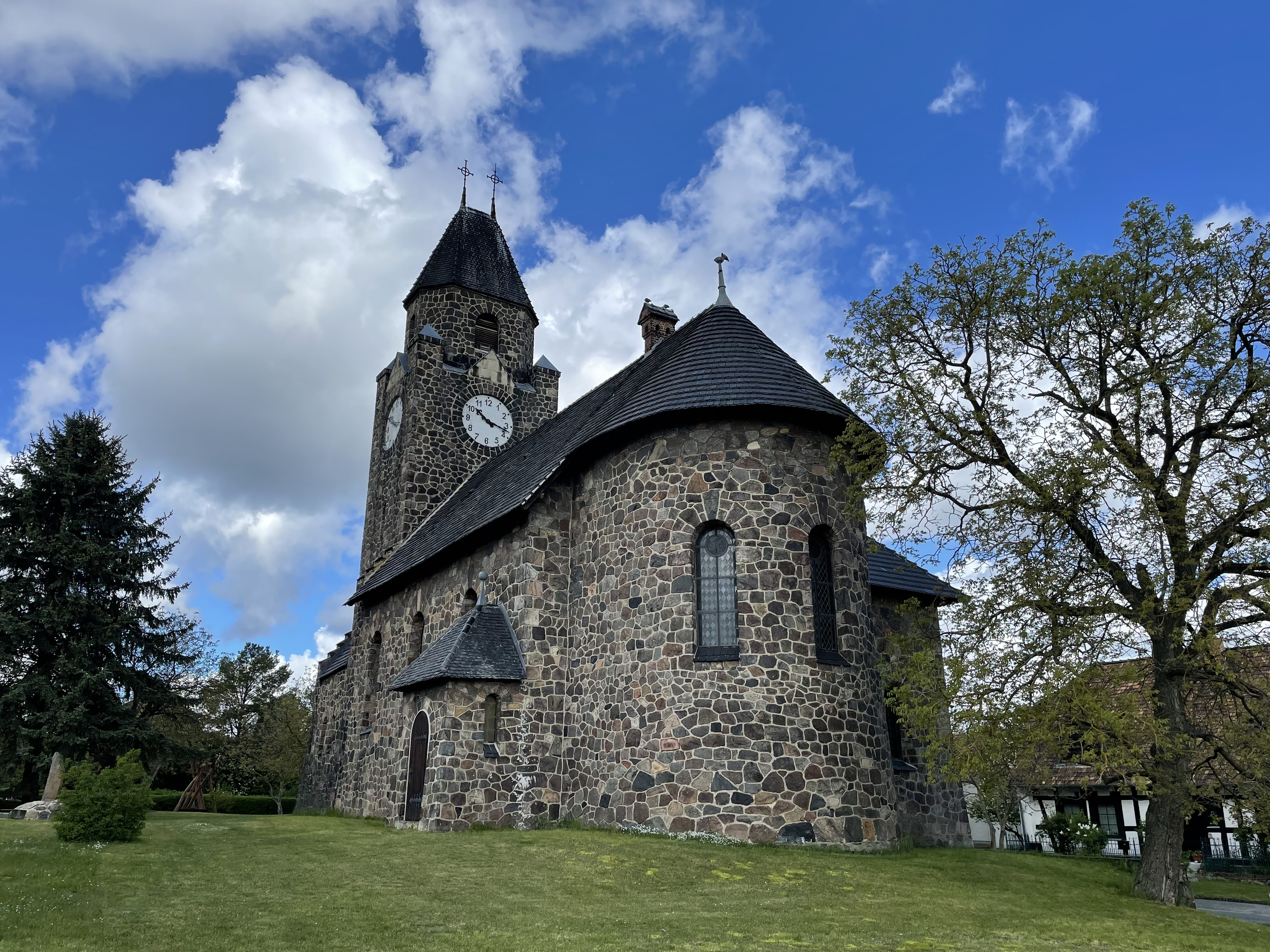
Dorfkirche in Mahlsdorf
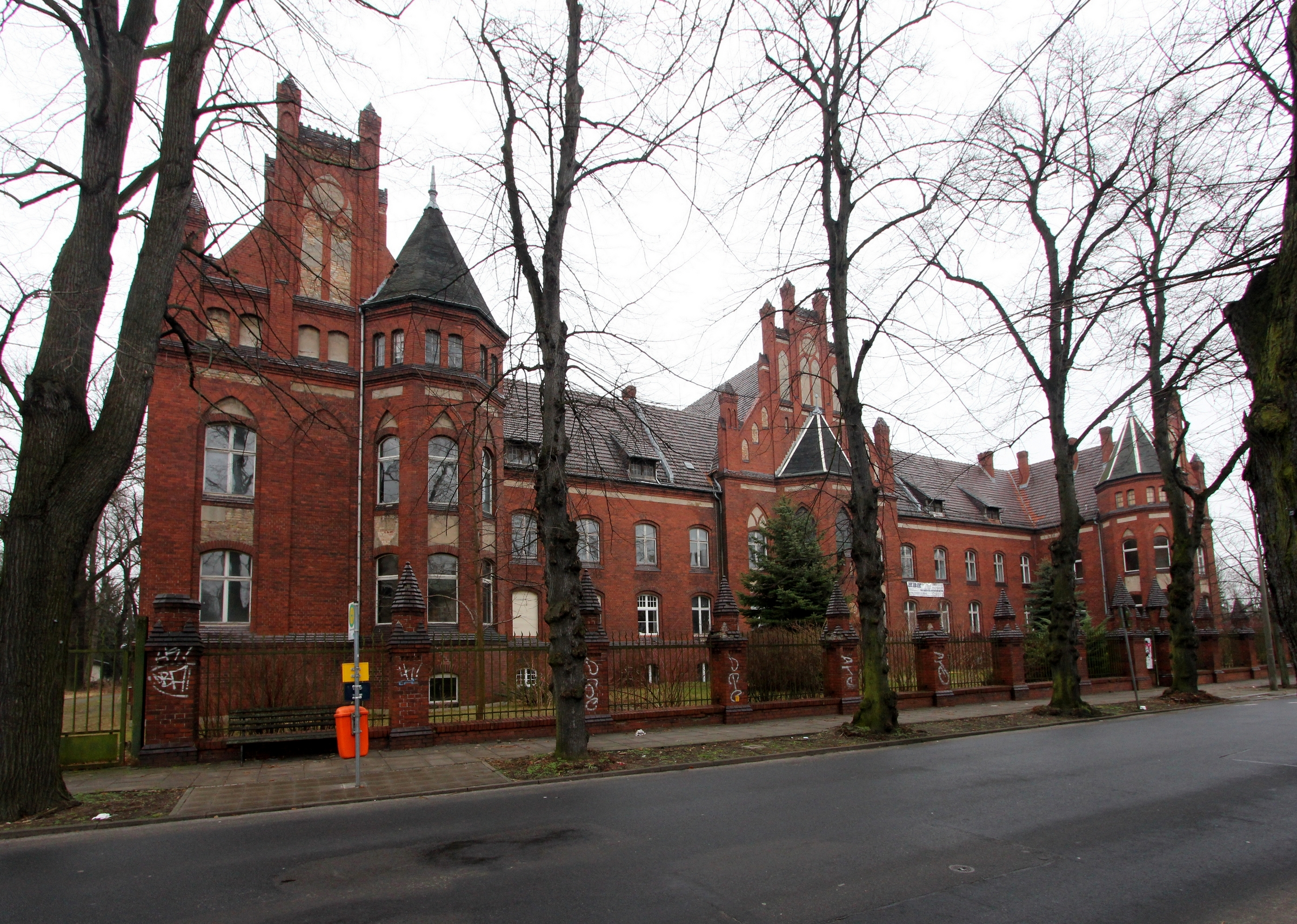
Gebrüder-Heinrich-Stift in Luckenwalde
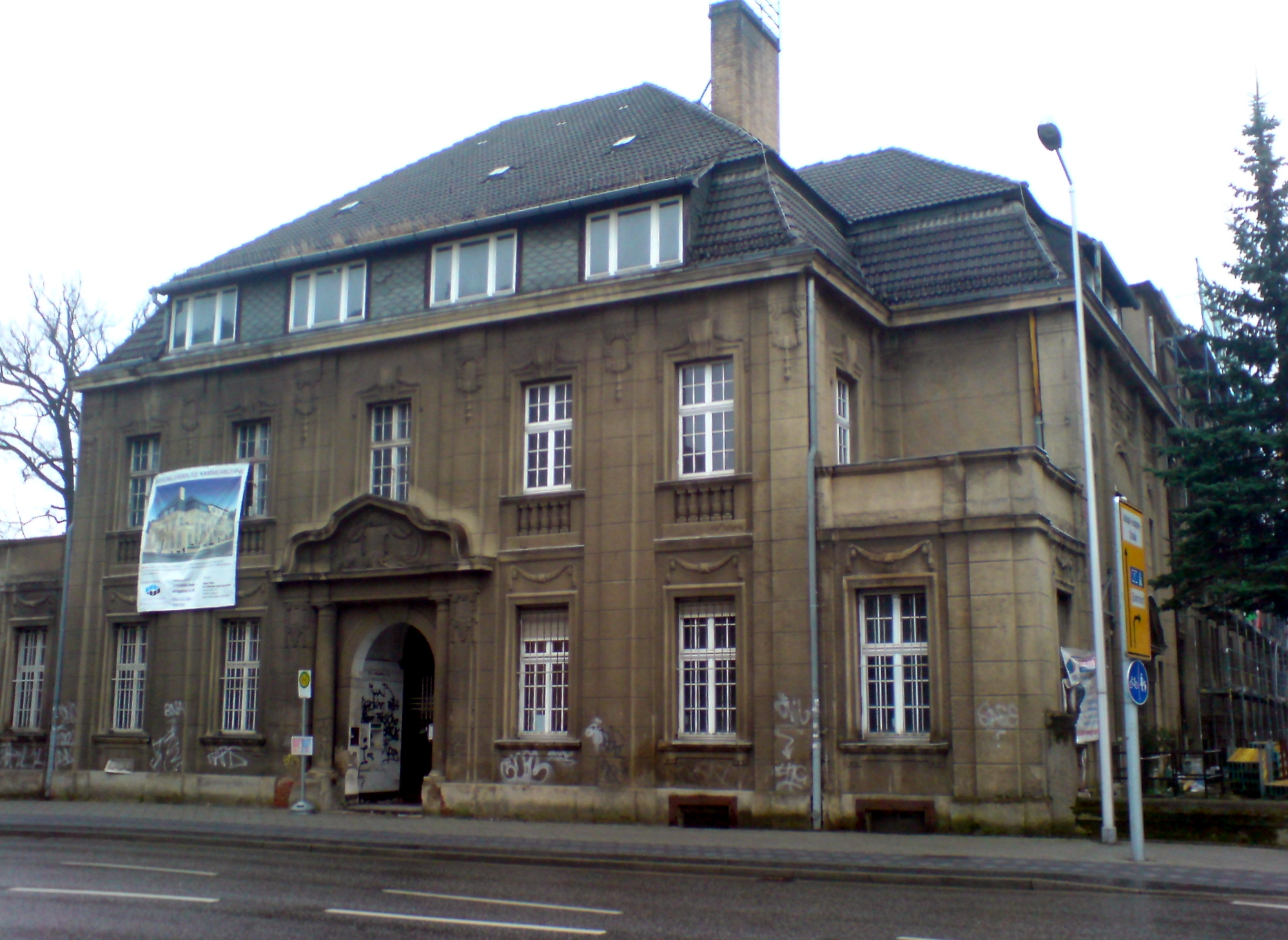
Logenhaus in Cottbus
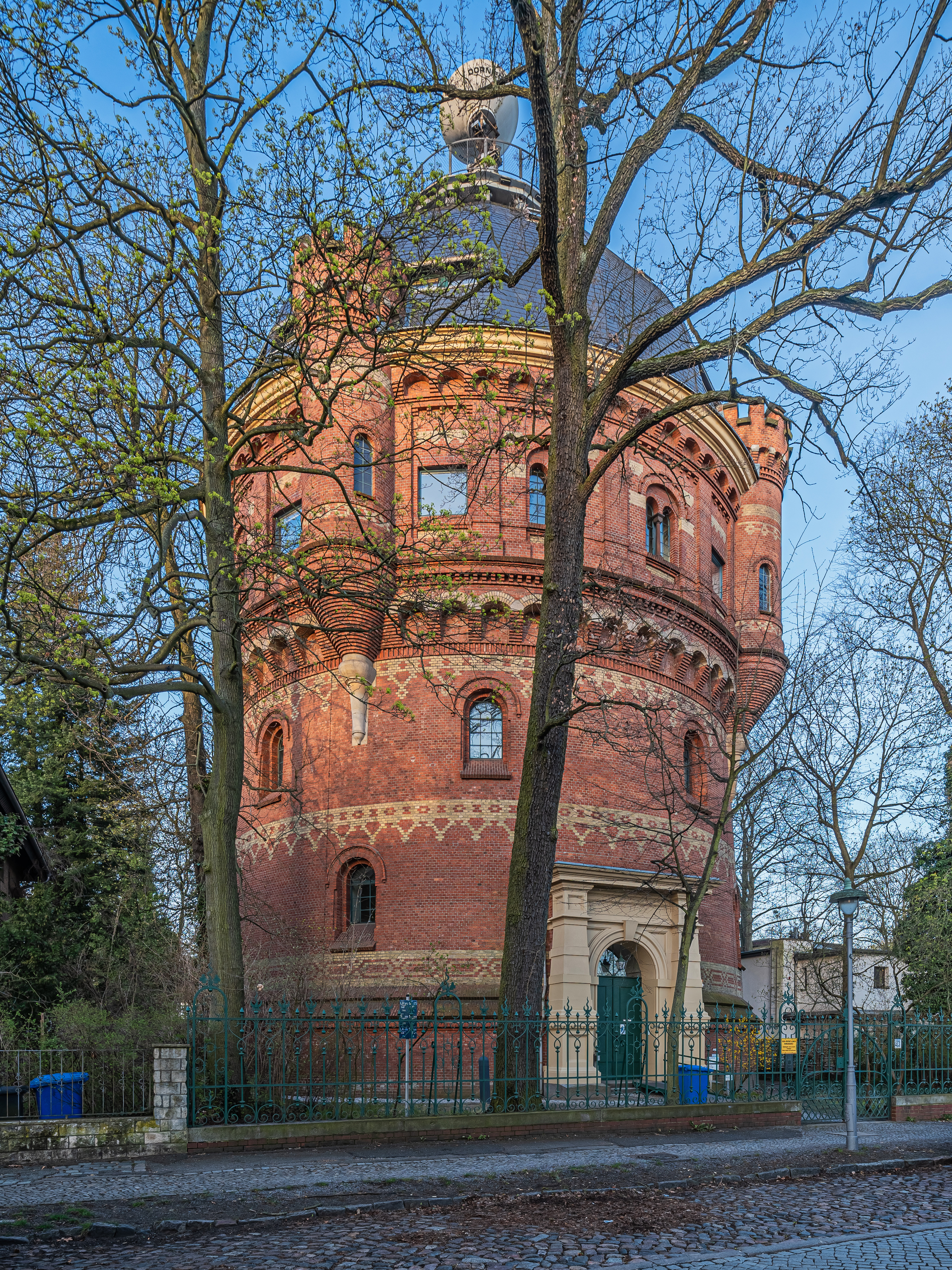
Wasserturm auf dem Fichtenberg in Berlin-Steglitz
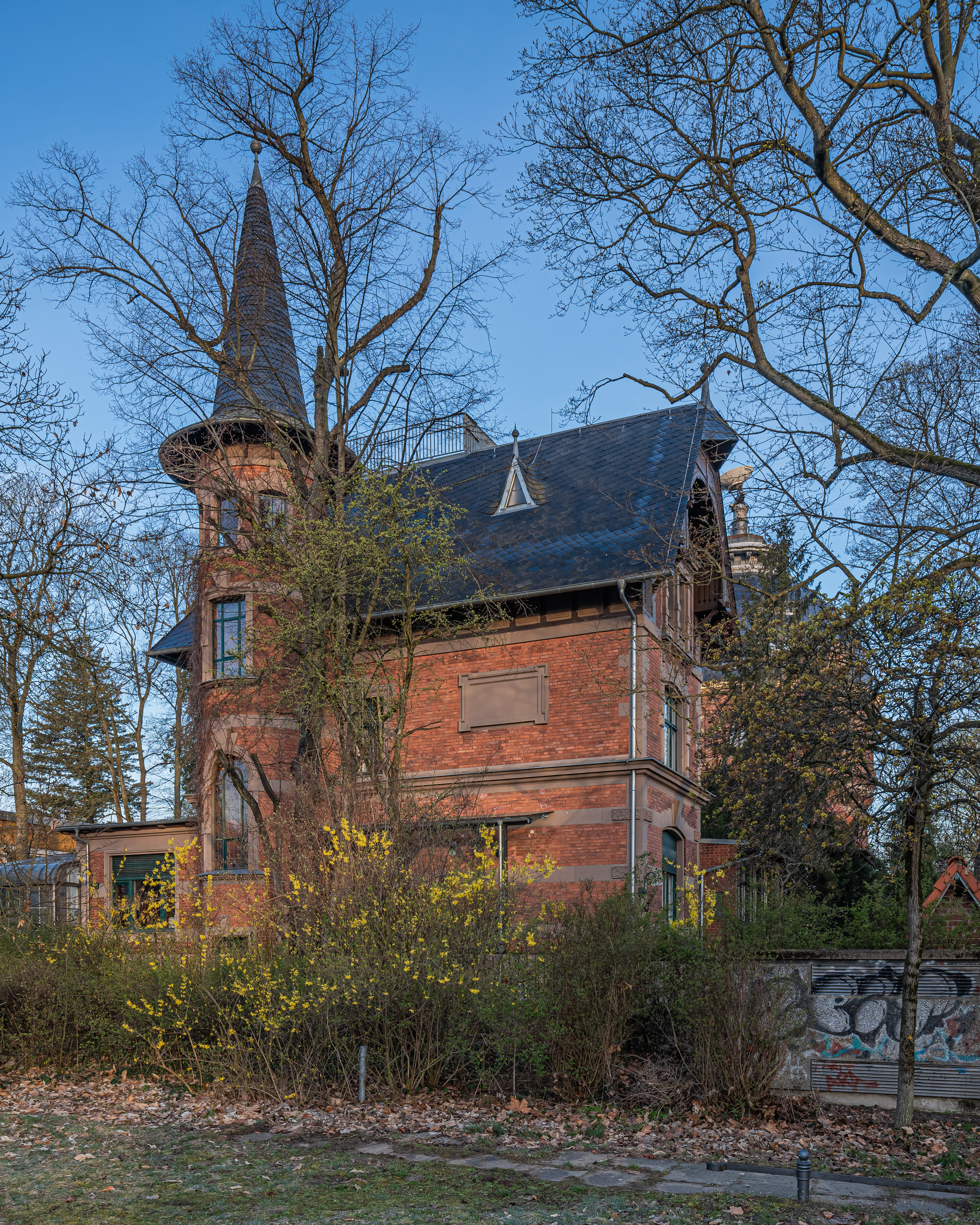
Villa Anna in Berlin-Steglitz
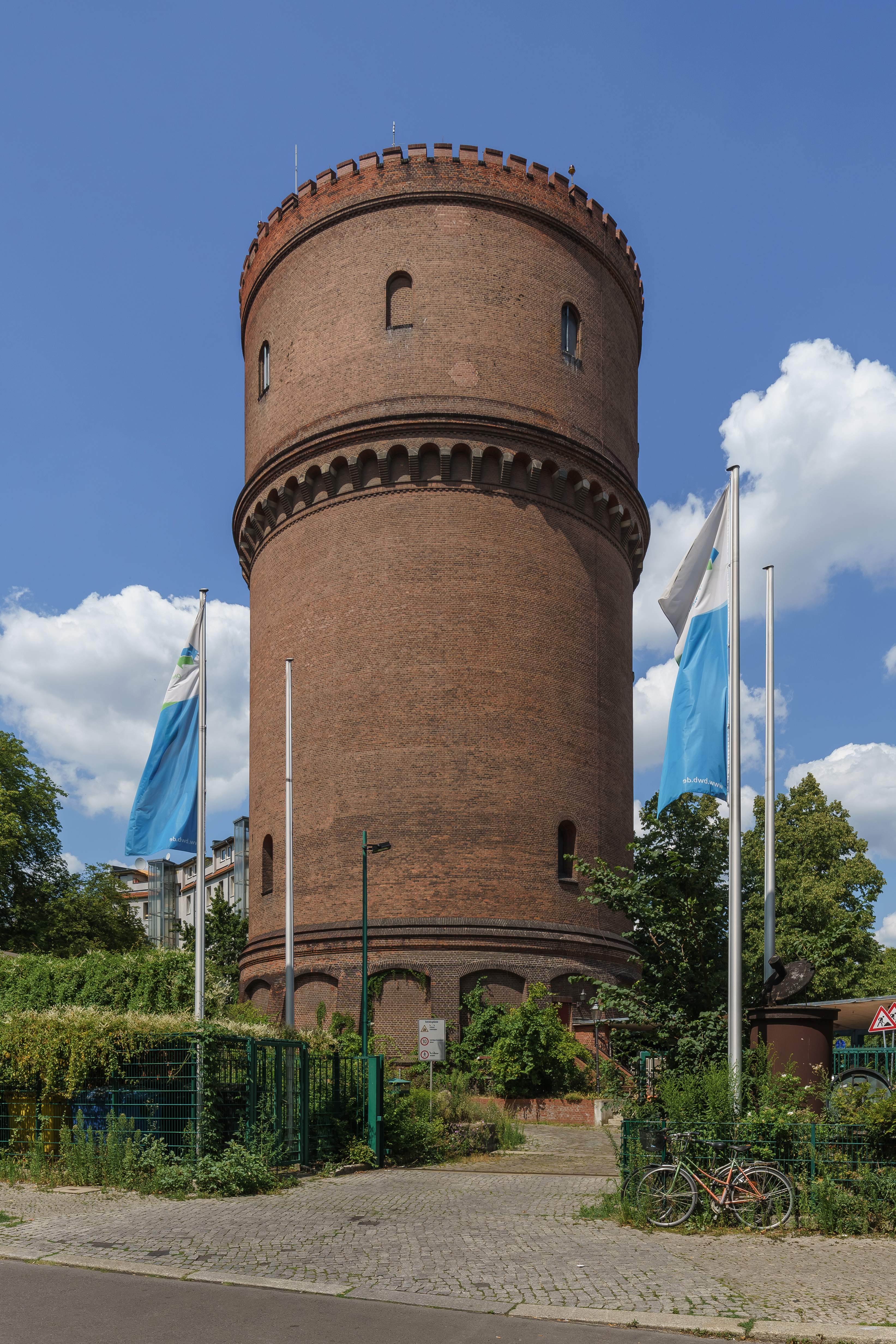
Wasserturm Neukölln in Berlin-Neukölln
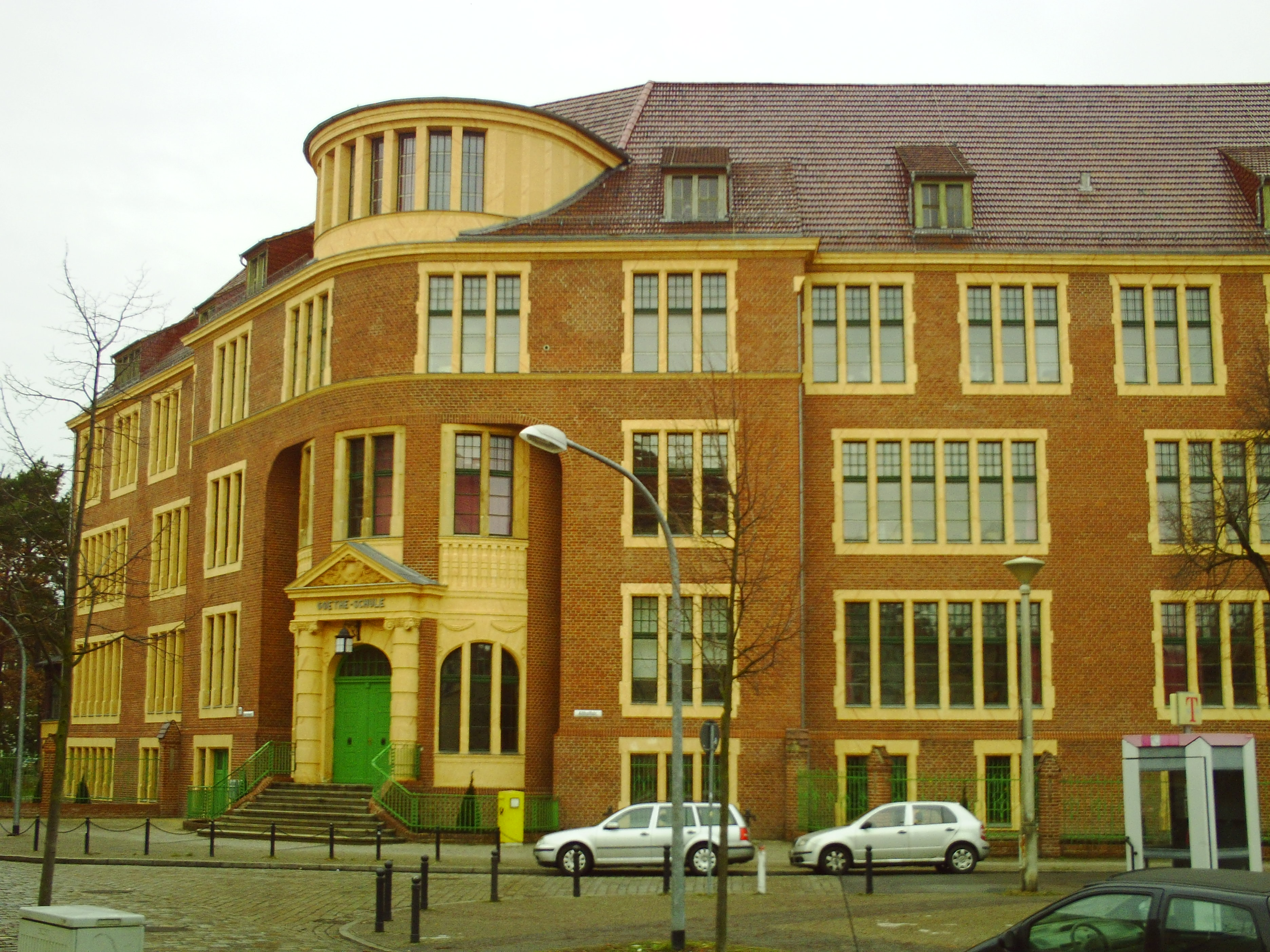
Realgymnasium Nowawes

## Auszeichnungen
- Als Landesbauinspektor wurde ihm 1891 der Rote Adlerorden IV. Klasse verliehen.[13]